# Butters' Very Own Episode
«Butters' Very Own Episode» (en España «El Episodio Propio (o intimo) de Butters» y en Hispanoamérica «El Show de Butters») es el episodio 14 y último de la quinta temporada de la serie animada South Park.

## Trama
El episodio comienza cuando Butters se ilusiona por el aniversario de sus padres esperando cenar en Bennigan's. Cuando el niño piensa que regalarle a sus padres, Chris, el padre de Butters sale de la casa argumentando buscar un buen regalo para su esposa. Linda, madre de Butters, le pide que espíe a su padre, pero Butters no está seguro ya que eso es una acción deshonesta; mentir, pero Linda le da a Butters su placa policial de inspector honorario para investigar a su padre.
Butters comienza a investigar siguiendo a su padre hasta un barrio viejo y de baja clase donde ve que su padre entra a un cine llamado "el Gato Negro" y luego a un sauna llamado "El buche blanco", durante la investigación, Butters anota en una pequeña libreta los sitios visitados y toma fotos de lo ocurrido. Al llegar a su hogar, su madre se desmaya al ver las fotos de su esposo, Butters cree que su padre vio una película triste por salir del cine con varios pañuelos de papel y luego ir a un sauna a "luchar".
Posteriormente Butters continua espiando a su padre hasta llegar al susodicho sauna que resulta ser un sauna gay donde observa varios hombres ejercitándose, un baño de vapor con el Sr. Garrison y luego llega a una habitación donde ve a su padre masturbándose, escandalizado, Chris le pide a su hijo que salga y lo esperase en casa. Chris pide a su hijo que le mienta a su madre, ya que existían "mentirillas piadosas o blancas" para evitar que una persona fuese lastimada. En ese momento Linda que había enloquecido le pide a Butters que salgan, ambos en el auto llegan a un muelle y Linda le pide a su hijo que no saliese. Linda intencionalmente y bajo el miedo de que su hijo fuese criado por un hombre gay envía el auto hacia el río, esperando que su hijo muriese ahogado.
Linda posteriormente trata de suicidarse y Chris trata de detenerla disculpándose por sus acciones, Chris argumenta conversar en internet con hombres que también iban al sauna gay y Linda le replica que mató a Butters en su desesperación. Al día siguiente Chris y Linda le argumentan a los reporteros que "un hombre puertorriqueño" había secuestrado a Butters, y su descripción era "altura puertorriqueña, físico puertorriqueño". Tal mentira crece como bola de nieve atrayendo supuestas víctimas del supuesto "hombre puertorriqueño"; O.J. Simpson, el senador Gary Condit y John y Patricia Ramsey, padres de JonBenét Ramsey.
Por su parte Butters logra escapar del auto que encaya en una rocas del río y gracias a un camionero llega a una parada donde trata de llamar a sus padres sin éxito. Un hombre de una gasolinera le aconseja a Butters tomar un camino largo y tormentoso para llegar a South Park a pesar de que varios exploradores chinos habían desaparecido en ese camino. Butters trata de ir por ese camino, siendo apuntado por tres láser (parodia de Predator) y llega a su casa donde encuentra a sus padres llorando aun su muerte y con Linda que estaba a punto de cambiar la historia del supuesto secuestro. Butters harto de mentiras le pide a sus padres que dejen de mentir; mentira blanca o mentira negra no deja de ser una mentira.
Al final en una rueda de prensa, los padres de Butters admiten que mintieron todo el tiempo; Chris iba a un sauna gay y Linda había tratado de matar a Butters, algo que deja sorprendido a todo el pueblo y más a Stan, Kyle y Cartman. Los Stotch le reprochan a Condit, a Simpson y a los Ramsey su culpabilidad en los asesinatos de sus seres queridos y que el hombre puertorriqueño jamás existió. Los chicos demuestran su sorpresa a Butters lo sucedido mientras que este acepta estar marcado de por vida por dicha experiencia.